# (8401) Assirelli
(8401) Assirelli  es un asteroide perteneciente al cinturón de asteroides, descubierto el 16 de febrero de 1994 por el equipo del Observatorio Astronómico de Farra d´Isonzo desde el propio Observatorio de Farra d´Isonzo, en Italia.

## Designación y nombre
Designado inicialmente como 1994 DA.
Más adelante fue nombrado en honor al el fotógrafo italiano Giuseppe Assirelli (1950-1998). Fue bien conocido por sus exposiciones y por sus numerosos libros de fotografías, que muestran la belleza de su tierra, su ciudad, su río y su gente.

## Características orbitales
Assirelli orbita a una distancia media del Sol de 2,665 ua, pudiendo acercarse hasta 2,485 ua y alejarse hasta 2,846 ua. Tiene una excentricidad de 0,068 y una inclinación orbital de 9,195 grados. Emplea en completar una órbita alrededor del Sol 1589,40 días.

## Características físicas
Su magnitud absoluta es 14,77.